# El Crepúsculo (periódico de Reus)
El Crepúsculo: periódico liberal de Coalición fue un periódico reusense (España) que fue publicada desde 1868 a 1869.

## Historia e ideología
Según el periodista e historiador reusense Gras y Elías, con el nombre de El Crepúsculo había salido un semanario literario fundado por Eugenio Mata y redactado por estudiantes del colegio reusense los Padres Escolapios. En esta primera época como semanario literario, durante el año 1867, participaban Casimiro Prieto, Lluís Quer y Joaquín Bartrina. No se conservan ejemplares de este periodo. Gras y Elías también explica que cuando estalló la Revolución de Septiembre, este periódico desapareció. El historiador Pere Anguera comenta que el semanario salió hasta finales de agosto de 1868, sin ninguna relación con la revolución de septiembre.
Pero con el mismo nombre volvió a salir a finales del mes de noviembre con el subtítulo de periódico liberal de coaliciones, y dirigido por Mariano Pons Espinós, defendiendo la Unión Liberal, partido vinculado al general Prim, del que Pons era amigo personal. El motivo inmediato de la reaparición parece que fue buscar una plataforma política de los monárquicos frente a los republicanos federales. El primer número es del 22 de noviembre de 1868. Se declaraban defensores de la monarquía no hereditaria y se consideraban liberales. De marcado acento elitista, en el número 4 atacaron las manifestaciones públicas, ya que creían que el único afán que las guiaba era la de crear un clima falso en publicar crónicas hinchadas de sucesos fuera de la localidad. Así, afirmaban que circulaba la noticia de una manifestación republicana de 20.000 personas en Figueras, cuando en aquella población sólo había 10.000 habitantes. Al ejemplar del 17 de diciembre un anónimo redactor afirmaba que la revolución quemó en Reus tres de sus principios: el de reunión, con los escándalos provocados en alguna de las que se habían celebrado; el de sufragio universal, por la intolerancia y los insultos que hicieron que algunos no fueran a votar, y el de la libertad de prensa, publicando mentiras y ataques personales. Apoyaban a los sectores conservadores de la ciudad y defendían los editoriales del Diario de Reus cuenta la evolución de la situación política local y general y contra el republicanismo federal y su partido. Atacaban a destacados políticos reusenses, como Güell i Mercader . Polemizaron duramente con otras publicaciones de la época, por ejemplo con El Mosquito, un periódico satírico, que obligó a Mariano Pons a replicar con otra publicación satírica, El Canta claro .  Discutieron también duramente con La Antorcha del Trabajo, un periódico republicano federal que tenía como principal colaborador Cirilo Freixa.

## Características y colaboradores
La publicación se imprimía en la imprenta de Juan Muñoa, el arrabal de Santa Ana, 29. Salía semanalmente los domingos, con un número variable de páginas, normalmente cuatro, ya tres columnas. La cabecera era impresa. Figuraban como redactores, Mariano Pons y Josep Rofes, pero colaboraban periodistas conservadores vinculados al Diario de Reus. Incluía textos de otros diarios, como El Telégrafo y El Pueblo, y en un editorial decía que recogía también el espíritu de La Discusión, periódico defensor del librecambismo aparecido en la década de 1850. El Crepúsculo desapareció el 25 de abril de 1869, cuando Mariano Pons no aceptó seguir en la dirección del semanario, decepcionado por haber perdido en las elecciones generales de 1869 ante un candidato republicano.

## Localización
- En la Biblioteca Central Xavier Amorós de Reus se conservan desde el número 2 hasta el 30 y último.[5]
- En la Biblioteca del Centro de Lectura de Reus se conservan ejemplares.[6]